# اومر گونزالز
اومر گونزالز (انگلیسی: Oumar Gonzalez؛ زادهٔ ۲۵ فوریهٔ ۱۹۹۸) بازیکن فوتبال اهل کامرون است.
از باشگاه‌هایی که در آن بازی کرده است می‌توان به باشگاه فوتبال شامبلی و باشگاه فوتبال پو اشاره کرد.
وی همچنین در تیم ملی فوتبال کامرون بازی کرده است.